# Plagiotremus spilistius
Plagiotremus spilistius är en fiskart som beskrevs av Gill, 1865. Plagiotremus spilistius ingår i släktet Plagiotremus och familjen Blenniidae. Inga underarter finns listade i Catalogue of Life.